# Казанлитамак
Казанлитама́к (рос. Казанлытамак, башк. Ҡаҙанлытамаҡ) — присілок у складі Белебеївського району Башкортостану, Росія. Входить до складу Донської сільської ради.
Населення — 133 особи (2010; 137 в 2002).
Національний склад:
- татари — 91 %